# 打鐵調
打鐵調(Martinetes) 是一種佛朗明哥曲式，屬於tonás或無伴奏曲式(cantes a palo seco)。雖然在某些佛朗明哥舞蹈表演中，它會用打擊樂器使用斷續調的節奏來伴奏。

## 起源
這種表演選擇的打擊樂器，常常是鐵鎚跟鐵鉆，用來顯示這種曲式的來源是吉普賽人的鐵匠。雖然如此，打鐵調不太可能是鐵匠工作時唱的歌曲，因為這種歌曲需要很大的精力來唱，很難一邊作的打鐵的粗重工作一邊唱，比較可能是在家庭聚會的時候唱。

## 旋律
打鐵調的旋律跟toná雖然都是無伴奏曲式，但是因為旋律相差很多，所以打鐵調被認為是一個獨立的曲式了。
一個差異的特徵是，toná 通常是大調，而打鐵調卻會從大調轉移到Phrigian調。

## 歌詞
打鐵調的歌詞是cuarteta romanceada的形式: 每段四句，每句八個音節，韻腳是"abcb"。主題常常是吉普賽人遭受迫害的歷史、監獄、鐵匠的生活。
Carceleras 通常被認為是打鐵調的一個子類，因為歌詞主題常常是監獄。有人認為debla這種少見的曲式，也是打鐵調的一種，但也有人認為它是一種獨立曲式。

## 來源
ÁLVAREZ CABALLERO, Ángel: La discoteca ideal del flamenco, Planeta, 1995
MARTÍN SALAZAR, Jorge: Los cantes flamencos, Diputación Provincial de Granada
ROSSY, Hipólito: Teoría del cante jondo, CREDSA, second edition, 1998 (first edition 1966)